# ドクウツギ
ドクウツギ（毒空木、学名: Coriaria japonica）はドクウツギ科ドクウツギ属の落葉低木である。トリカブト、ドクゼリと並んで日本三大有毒植物の一つとされる。和名の由来は、枝ぶりがウツギに似ていて、毒を含むことからこの名がある。別名イチロベエゴロシ。

## 特徴
北海道、本州（近畿以東）に分布し、主に山野や河原の礫地や荒れ地に自生する。
落葉広葉樹の低木で、樹高は約1 - 2メートル (m) になる。雌雄同株。樹皮は褐色で皮目があり、表皮は縦に裂ける。枝は褐色や紅褐色で4稜があり、冬の枝先は枯れることが多い。葉は長さ6 - 8センチメートル (cm) の先が尖った卵状長楕円状で、2列に並んでつき対生する。葉身には3本の葉脈が目立つ。
花期は4 - 6月。短い雄花序と長い雌花序をつけが同じ節から出る。花弁は開花後に肥大して種子状の果実を包むため、一見それ自体が果実のように見える（偽核果(pseudodrupe)という）。果期は6月から8月。果実はブドウのように房状につき、熟すると赤から黒紫色になり、食べられそうに見えるが猛毒である。
冬芽は側芽が対生し、広卵形で先端はやや尖り、赤褐色をしている。前年枝の葉腋に、雌雄両方の花序の冬芽が多数つく。冬芽の芽鱗は多数ある。葉痕は半円形で、維管束痕が1個つく。
株全体に神経毒を含み、特に果実は猛毒である。誤食すると激しい痙攣を起こし、最悪は死に至る。毒成分はコリアミルチン、ツチン、コリアリンで、中枢神経が刺激され、嘔吐の後全身が麻痺する。植松黎の『毒草を食べてみた』には、筆者の体験及び、果実酒にして誤飲した人の症状が記載されている。

## 古赤道分布論の基礎
ドクウツギは、植物学者の前川文夫が古赤道分布論の基礎のひとつとしたことでも知られている。ドクウツギの仲間は近似種が十種あり、日本では中北部の一属一種のみだが、アジアでは台湾、中国内陸部からヒマラヤ。オセアニアではニューギニアとニュージーランド。それに南アメリカの南部と北部の太平洋側。そしてヨーロッパの西部に分布しており、世界中を点々とするような隔離分布となっている。前川はこれを西シベリアの化石種の分布と併せ、かつては白亜紀の赤道に沿って分布していたと考えた。そして地軸がずれ、気候変動により寒くなりすぎた地域では絶滅したため、今のような隔離分布になったとした。